# Marie Lamure
 Marie Lamure, née le 14 juillet 2001 à Chambéry, est une  skieuse alpine française. Elle est championne du monde junior du combiné en 2022 et par équipe en 2019.

## Biographie

### Débuts
En 2014, elle prend la 3e place des championnats de France benjamines U14 (moins de 14 ans) en slalom et en slalom géant à Courchevel.
À l'âge de 15 ans, elle intègre l'équipe de France Juniors dès la saison 2016-2017. En mars 2017, elle est sacrée championne de France Minimes U16 (moins de 16 ans) de slalom aux Orres.
Le 17 février 2018, elle fait ses débuts en Coupe d'Europe dans le slalom de Bad Wiessee. Et dès le lendemain, elle y marque ses premiers points en prenant la 18e place du slalom dans la même station. En mars, elle devient vice-championne de France Cadettes U18 (moins de 18 ans) de slalom géant à Méribel.

### Saison 2018-2019
Le 1er février 2019, à l'âge de 17 ans, elle remporte sa 1re victoire en Coupe d'Europe, en remportant le slalom parallèle de Tignes.
En février 2019, elle dispute le Festival olympique de la jeunesse européenne à Jahorina. Elle y prend une remarquable 2e place dans le slalom. Le 15 février, au sein de l'équipe de France, elle remporte l'épreuve par équipes, avec ses partenaires Caitlin McFarlane, Pablo Banfi et Léo Ducros. C'est la 1re fois que l'équipe de France remporte cette compétition.
Le même mois, malgré son jeune âge, elle dispute ses premiers championnats du monde juniors (moins de 21 ans) à Val di Fassa en Italie. Le 22 février, au sein de l'équipe de France, elle est sacrée championne du monde juniors par équipe avec ses partenaires Doriane Escané, Jérémie Lagier et Augustin Bianchini,. Elle y gagne tous ses runs, et réalise le 2e temps scratch de l'ensemble des concurrentes. C'est aussi la 1re fois que l'équipe de France remporte cette compétition.
Le 18 mars 2019, elle est sacrée championne de France U18 (moins de 18 ans) de slalom à Méribel, devant Laurine Lugon-Moulin. Le 25 mars, elle prend la 3e place des championnats de France Juniors U21 (moins de 21 ans) de slalom à Auron.

### Saison 2019-2020
Elle intègre l'équipe de France B.
Elle dispute sa 1re épreuve de Coupe du Monde le 15 décembre 2019 dans le slalom parallèle de Saint-Moritz, où elle échoue en qualifications. Elle participe aussi à ses deux premiers slaloms de Coupe du monde à Lienz et Zagreb.
Son meilleur résultat en Coupe d'Europe est une 17e place obtenue dans le slalom de Zell am See.
Sa saison prend fin prématurément à mi-février.
À nouveau blessée en novembre 2020, elle fait une saison blanche en 2020-2021.

### Saison 2021-2022
Elle fait son retour à la compétition en novembre 2021. À mi-décembre elle réalise 2 tops-10 en slalom de Coupe d'Europe en prenant les 8e et 9e places des 2 slaloms de Valle Aurina. Après une 7e place en janvier dans le slalom de Coupe d'Europe de Meiringen, elle termine au pied du podium à Bad Wiessee en prenant la 4e place du slalom.
Puis elle participe début mars à ses seconds championnats du monde Juniors, à Panorama (en). Le 6 mars elle décroche le titre de Championne du monde Juniors du combiné en devançant l'Autrichienne Magdalena Egger, quatre ans après le dernier titre individuel remporté par un Français (Clément Noël dans le slalom 2018). Deux jours plus tard elle manque de peu le podium en slalom en prenant une belle 4e place.
Le 20 mars, aux finales de la Coupe d'Europe à Soldeu, elle prend à nouveau une 4e place dans le slalom. Elle termine 7e du classement de la Coupe d'Europe de la spécialité.
Le 28 mars elle devient vice-championne de France de slalom à Auron, derrière Nastasia Noens la septuple championne de France de la discipline. Cette course lui attribue aussi le titre de championne de France U21 (moins de 21 ans) de slalom.

### Saison 2022-2023
Le 20 novembre 2022, elle marque ses premiers points en Coupe du monde en prenant la 20e place du slalom de Lévi (en même temps que Chiara Pogneaux 24e de l’épreuve). Elle récidive trois semaines plus tard en prenant une nouvelle 20e place dans le slalom de coupe du monde de Sestrières, ex æquo avec Clarisse Brèche.
Elle dispute ses premiers championnats du monde à Méribel. Le 15 février elle crée la sensation en terminant au pied du podium avec une 4e place dans le slalom parallèle. Trois jours plus tard elle prend la 16e place du slalom.
En coupe d'Europe, elle fait une fin de saison éblouissante en remportant les trois derniers slaloms : Les 2 slaloms de Suomu les 7 et 8 mars, et celui des finales de Narvik le 14 mars. Elle prend la 5e place du classement de la coupe d'Europe de slalom.

### Saison 2023-2024
Début décembre, avec le dossard 78, elle obtient un superbe premier podium en slalom géant de coupe d'Europe en prenant la 3e dans l'épreuve Mayrhofen, à 5 centièmes de la gagnante. Début janvier, elle décroche son premier top-15 en coupe du monde avec une 15e place dans le slalom de Kranjska Gora,. Le 16 janvier, elle signe sa meilleure performance en coupe du monde en prenant une très belle 11e place sur le slalom de Flachau après avoir remonté 16 places en seconde manche. À mi-mars, elle décroche un nouveau podium en slalom de coupe d'Europe avec une 3e place dans l'épreuve de Norefjell. 
Elle termine la saison à la 33e place de la coupe du monde de slalom. En coupe d'Europe, avec quatre 5e places supplémentaires en slalom (deux fois à Zell am See,  Malbun et Hafjell en finale) elle finit à la 7e place du classement général de slalom.
Début avril à Megève, elle est sacrée pour la première fois championne de France de slalom Elite, devant Caitlin McFarlane,.

### Saison 2024-2025
Elle débute bien la saison de coupe du monde avec une 11e place dans le slalom de Lévi. En janvier, elle obtient son premier top-10 en coupe du monde en se classant 10e du slalom de Kranjska Gora,. En février elle participe à ses seconds championnats du monde à Saalbach. Elle s'y classe 12e du slalom et 13e du combiné par équipe (elle forme l'équipe de France 1 avec Laura Gauché). Elle prend aussi avec l'équipe de France (avec Clara Direz, Léo Anguenot et Thibaut Favrot) la 8e place de l'épreuve par équipes mixtes, éliminée de justesse en quart de finale par les Italiens qui vont remporter l'épreuve. Avec 6 tops-20, elle termine la saison à la 19e de la coupe du monde de slalom. Début avril, elle prend la 4e place du championnat de France de slalom à Méribel à seulement 23 centièmes de seconde de la gagnante Annabel Jallat.

## Palmarès[33],[34]

### Championnats du monde
| Édition / Epreuve      | Slalom | Combiné par équipe | Parallèle | Team event |
| Mondiaux 2023 Méribel  | 16e    | -                  | 4e        | -          |
| Mondiaux 2025 Saalbach | 12e    | 13e                | -         | 8e         |

### Coupe du monde
- 41 épreuves disputées (à fin mars 2025)
- Meilleur classement général : 58e en 2025 avec  100 points.
- Meilleur classement de slalom : 34e en 2025 avec 100 points.
- 4 tops-15 dont 1 top-10
- Meilleur résultat sur une épreuve de coupe du monde de slalom : 10e sur le slalom de Kranjska Gora le 5 janvier 2025

#### Classements
| Saison / Épreuve | Saison / Épreuve | Général | Général | Descente | Descente | Super G | Super G | Géant  | Géant  | Slalom | Slalom | Combiné | Combiné |
| ---------------- | ---------------- | ------- | ------- | -------- | -------- | ------- | ------- | ------ | ------ | ------ | ------ | ------- | ------- |
| Saison / Épreuve | Saison / Épreuve | Class.  | Points  | Class.   | Points   | Class.  | Points  | Class. | Points | Class. | Points | Class.  | Points  |
| 2023             | 2023             | 91e     | 22      | -        | -        | -       | -       | -      | -      | 38e    | 22     | -       | -       |
| 2024             | 2024             | 76e     | 60      | -        | -        | -       | -       | -      | -      | 34e    | 60     | -       | -       |
| 2025             | 2025             | 58e     | 100     | -        | -        | -       | -       | -      | -      | 19e    | 100    | -       | -       |

### Championnats du monde juniors
| Épreuve / Édition           | Super G | Slalom géant | Slalom | Combiné | Team event |
| Mondiaux 2019 Val di Fassa  | -       | Abandon      | 28e    | -       | Or         |
| Mondiaux 2022 Panorama (en) | 23e     | -            | 4e     | Or      | -          |

### Coupe d'Europe
6 podiums dont 4 victoires :
- slalom parallèle de Tignes le 1er février 2019
- slalom de Suomu le 7 mars 2023
- slalom de Suomu le 8 mars 2023
- slalom de Narvik le 14 mars 2023

41 épreuves disputées

#### Classements
| Saison / Épreuve | Saison / Épreuve | Général | Général | Descente | Descente | Super G | Super G | Géant  | Géant  | Slalom | Slalom | Combiné | Combiné |
| ---------------- | ---------------- | ------- | ------- | -------- | -------- | ------- | ------- | ------ | ------ | ------ | ------ | ------- | ------- |
| Saison / Épreuve | Saison / Épreuve | Class.  | Points  | Class.   | Points   | Class.  | Points  | Class. | Points | Class. | Points | Class.  | Points  |
| 2017-2018        | 2017-2018        | 145e    | 13      | -        | -        | -       | -       | -      | -      | 66e    | 13     | -       | -       |
| 2018-2019        | 2018-2019        | 74e     | 100     | -        | -        | -       | -       | -      | -      | 20e    | 100    | -       | -       |
| 2019-2020        | 2019-2020        | 111e    | 40      | -        | -        | -       | -       | -      | -      | 40e    | 40     | -       | -       |
| 2021-2022        | 2021-2022        | 30e     | 253     | -        | -        | -       | -       | -      | -      | 7e     | 253    | -       | -       |
| 2022-2023        | 2022-2023        | 22e     | 374     | -        | -        | -       | -       | -      | -      | 5e     | 374    | -       | -       |
| 2023-2024        | 2023-2024        | 17e     | 336     | -        | -        | -       | -       | 25e    | 60     | 7e     | 276    | -       | -       |

### Festival olympique de la jeunesse européenne
| Épreuve / Édition  | Slalom géant | Slalom | Team event |
| FOJE 2019 Jahorina | 23e          | Argent | Or         |

### Championnats de France

#### Élite
| Édition / Epreuve           | Descente | Super-G | Slalom géant | Slalom | Super combiné |
| --------------------------- | -------- | ------- | ------------ | ------ | ------------- |
| Championnats 2018 Châtel    | -        | -       | 20e          | 12e    | -             |
| Championnats 2019 Auron     | -        | -       | 27e          | 9e     | -             |
| Championnats 2022 Auron     | -        | -       | -            | Argent | -             |
| Championnats 2023 Les Orres | -        | -       | -            | 11e    | -             |
| Championnats 2024 Megève    | -        | -       | 12e          | Or     | -             |
| Championnats 2025 Méribel   | -        | -       | 15e          | 4e     | -             |

#### Jeunes
3 titres de Championne de France de slalom

##### Juniors U21 (moins de21 ans)
2022 :
- Championne de France de slalom à Auron

2019 :
- 3e des Championnats de France de slalom à Auron

##### Cadettes U18 (moins de18 ans)
2019 :
- Championne de France de slalom à Méribel
- 3e des Championnats de France de slalom géant à Méribel

2018 :
- Vice-championne de France de slalom géant à Méribel

2017 :
- 4e des Championnats de France de slalom aux Orres

##### Minimes U16 (moins de16 ans)
2017 :
- Championne de France de slalom aux Orres

2016 :
- 4e des Championnats de France de slalom à Font-Romeu

##### Benjamines U14 (moins de14 ans)
2015 :
- 2e de la 1re des 2 épreuves des Championnats de France de slalom au Grand-Bornand

2014 : 
- 3e des Championnats de France de slalom à Courchevel
- 3e des Championnats de France de slalom géant à Courchevel